# Немецкий Веркбунд

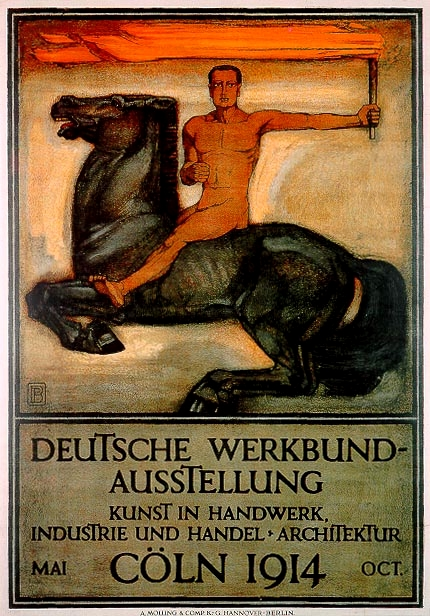
П. Беренс. Плакат выставки Немецкий Веркбунд в Кёльне. 1914

Неме́цкий Ве́ркбунд (нем. Deutscher Werkbund — «Германский производственный союз») — объединение художников, архитекторов, мастеров художественных ремёсел (Kunstgewerbe), предпринимателей, промышленников и экспертов (нем. Vereinigung von Künstlern, Architekten, Unternehmern und Sachverständigen), основанное в 1907 в Мюнхене (Германия) с целью «поддержки и развития художественных ремёсел и нового промышленного искусства, призванного повысить качество массовой промышленной продукции».

## Предпосылки возникновения
В 1906 году в Дрездене прошла III Немецкая выставка художественных ремёсел, которая убедительно показала, что на смену экспрессивному югендстилю приходит более строгий художественный язык, в котором главное значение придаётся конструктивным и функциональным качествам изделий. На выставке были представлены образцы, созданные в тесном сотрудничестве архитекторов-проектировщиков с мастерами-ремесленниками, в частности дрезденской «Германской мастерской художественных ремёсел» (Deutschen Werkstätten für Handwerkskunst). Выставленные работы были более утилитарны, чем те, которые ранее экспонировались в Дрездене на подобных выставках. Этот факт стал наглядной иллюстрацией сформировавшегося убеждения о том, что единственным способом изготовления большого количества хорошо сконструированных и сделанных вещей, которые при этом были бы доступны по цене, является промышленное производство. Германский Веркбунд возник по инициативе немецкого архитектора Фрица Шумахера на основе слияния «Мюнхенских соединённых мастерских», возглавляемых Рихардом Римершмидом и дрезденской «Мастерской художественных ремёсел». Новый союз идейно возглавил выдающийся немецкий архитектор и теоретик европейского функционализма Герман Мутезиус, но официальным председателем избрали архитектора Теодора Фишера.
В 1896—1903 годах Г. Мутезиус работал в Англии, изучал архитектуру традиционного английского дома, был близок идеям движения «Искусства и ремёсла», основанного У. Моррисом. Под влиянием достижений нового английского искусства, рационалистической архитектуры, работ участников «Школы Глазго» Ч. Р. Макинтоша у Мутезиуса и возникли идеи нового союза. Традиционное понятие «Kunstgewerbe», ассоциирующееся с дорогими и эклектичными вещами предыдущей эпохи историзма и эклектики, Мутезиус и Фишер решили заменить новым словом: Werk, из которого демонстративно убраны не только понятия «искусство» и «художественный», но и «ремесло» (слово «дизайн» в Германии в то время не использовали).
Соучредителями Веркбунда стали: Петер Беренс, Анри ван де Велде, Теодор Фишер, Йозеф Хоффман, Вильгельм Крайс, Макс Лаугер, Адельберт Нимейер, Йозеф Мария Ольбрих, Бруно Пауль, Рихард Римершмид, Якоб Юлиус Шарфогель, Пауль Шульце-Наумбург, Фриц Шумахер. К 1910 году в Союзе числилось 360 художников, 267 промышленников, 105 представителей музеев и выставочных организаций, а также коммерсанты, меценаты и торговцы.

## Деятельность

#### Основа концепции
С самого начала своей деятельности участники Веркбунда старались совместить творческие устремления с действительными потребностями массового промышленного производства. Первым руководителем Веркбунда стал Теодор Фишер. Начиная с 1912 года производственный союз издавал свои ежегодники, в которых помещались иллюстрированные статьи о различных проектах его членов, таких как производственные предприятия Вальтера Гропиуса и Петера Беренса или автомобили Эрнста Науманна. Выходил журнал «Форма» (Die Form), статьи которого пропагандировали идеи рационализма, конструктивизма и функционализма в разных видах искусства, прежде всего в архитектуре, оформлении интерьера и мебели. В члены Веркбунда принимали только опытных, авторитетных мастеров. Изделия, как и в Баухаусе, выпускали без подписи автора, но покупатель посредством торгового каталога был осведомлён, что хотя он приобретает тиражированную вещь, изготовленную промышленным способом, она посредством авторского проектирования сохраняет все качества уникального произведения. Веркбунд стремился обеспечить своим проектировщикам сохранение авторских прав на создаваемые ими образцы промышленного производства.

#### Веркбунд за пределами Германии и основные выставки
В 1908 году первый конгресс Германского Веркбунда состоялся в Вене. В 1912 году Йозеф Хоффман организовал Австрийский Веркбунд с отделением в Швейцарии (ранее, в 1903 году, Й.Хоффман и К. Мозер создали «Венские мастерские»). В 1913 году по инициативе Анри Ван де Вельде был создан Швейцарский Веркбунд, оказавший впоследствии принципиальное влияние на формирование Швейцарского стиля.
Выставки продукции Веркбунда проводили в 1912 году в США, Бельгии, Франции. В 1914 году Германский и Австрийский Веркбунд провели большую совместную выставку в Кёльне, на которой среди прочего были представлены модель фабрики из стекла и металла Вальтера Гропиуса, Стеклянный павильон Бруно Таута и прочее. Также на выставке экспонировали серийную мебель, тиражируемые предметы домашнего обихода, мебель для спальных вагонов дальних поездов. Выставка вызвала дискуссии о том, нужна ли стандартизация промышленных изделий, однако споры были прерваны начавшейся Первой мировой войной.

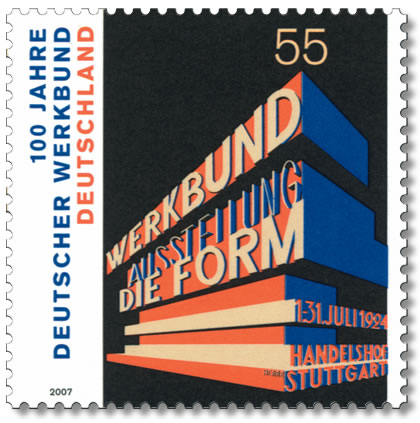
Почтовая марка, выпущенная к столетию Веркбунда

С 1921 по 1926 годы председателем Немецкого производственного союза являлся Рихард Римершмид, именно в этот период получил развитие функциональный метод в дизайне. В 1924 году объединение провело выставку «Форма без орнамента» (Form ohne Ornament) и опубликовало альбом под тем же названием, в котором были представлены фотографии образцов промышленных изделий доказывающие преимущества простых, лишенных всяких украшений предметов, что в конечном счете означало полную победу эстетики функционализма.
Наиболее известными и значительными деятелями Веркбунда являлись: Анри Ван де Велде, Петер Беренс, Вальтер Гропиус, Бруно Таут, Людвиг Мис ван дер Роэ. Членами Веркбунда были Эль Лисицкий и Александр Родченко. Основной девиз, под которым действовали его участники: «Индустриальное формообразование во взаимодействии с искусством, промышленностью и ремёслами».
В 1933 году Немецкий Веркбунд был упразднён нацистами, в 1947 году воссоздан в Дюссельдорфе. Был организован «Производственный совет германских художественно-промышленных училищ». В 1947—1963 годах председателем воссозданного Веркбунда был архитектор, педагог и ректор Академии художеств в Дюссельдорфе Ганс Швипперт. Однако к тому времени новаторские и творческие возможности Веркбунда были уже исчерпаны. Немецкий производственный союз послужил своего рода мостом между югендстилем и модернизмом. Своей деятельностью объединение оказало существенное воздействие на развитие немецкого промышленного дизайна.